# Etheostoma nianguae
Etheostoma nianguae là một loài cá thuộc họ Percidae. Chúng là loài đặc hữu của Hoa Kỳ và chỉ được tìm thấy ở vùng sông Niangua thuộc trung tâm Missouri.